# Паркштайн
Паркштайн (нем. Parkstein) — ярмарочная община в Германии, в земле Бавария.
Подчиняется административному округу Верхний Пфальц. Входит в состав района Нойштадт-ан-дер-Вальднаб. Подчиняется управлению Нойштадт ан дер Вальднаб. Население составляет 2265 человек (на 31 декабря 2010 года). Занимает площадь 27,17 км².
Община подразделяется на 13 сельских округов.

## Население
По оценке на 31 декабря 2015 года население общины Паркштайн составляет 2331 чел. 

| Дата      | 1840 | 1871 | 1900 | 1925 | 1939 | 1950 | 1961 | 1970 | 1987 | 2011 |
| --------- | ---- | ---- | ---- | ---- | ---- | ---- | ---- | ---- | ---- | ---- |
| Население | 1206 | 1193 | 1068 | 924  | 939  | 1184 | 1077 | 1148 | 1749 | 2245 |

| Год       | 1960 | 1970 | 1980 | 1990 | 2000 | 2009 | 2010 | 2011 | 2012 | 2013 | 2014 | 2015 |
| --------- | ---- | ---- | ---- | ---- | ---- | ---- | ---- | ---- | ---- | ---- | ---- | ---- |
| Население | 1103 | 1151 | 1671 | 2012 | 2240 | 2280 | 2265 | 2265 | 2275 | 2301 | 2309 | 2331 |